# Ray Terrill
Raggio (Ray Terrill) è un personaggio dei fumetti DC Comics. È il secondo supereroe ad utilizzare il nome in codice di Raggio. Ray Terrill comparve per la prima volta in The Ray n. 1 (febbraio 1992), e fu creato da Jack C. Harris e Joe Quesada.

## Storia editoriale
È un errore comune affermare che Ray Terrill sia stato creato da Christopher Priest e Howard Porter, che furono il duo più creativo e longevo della sua serie di fumetti. Mentre Priest ebbe mano nella creazione di Ray sotto il nome del redattore Jim Owsley, il debutto della miniserie di Ray fu realizzato da Jack C. Harris e Joe Quesada.

## Biografia del personaggio

### Origini
Fin dall'infanzia, a Raymond Terrill fu detto dal suo presunto padre che l'esposizione diretta alla luce solare lo avrebbe ucciso. Istruito privatamente nella sua casa con finiestre oscurate, il ragazzo fu soprannominato dai media "Night Boy" (ragazzo della notte).
All'età di diciotto anni, Ray seppe la verità circa la sua eredità sul letto di morte del padre, "Happy" Terrill. L'uomo, morente, ammise di essere stato il Raggio della Golden Age, e che l'esposizione alla luce solare avrebbe attivato i super poteri basati sulla luce del sole di Ray. Dato che il ragazzo non avrebbe saputo manovrare tanto potere, fu mantenuto letteralmente all'oscuro.
Ai funerali di "Happy" Terrill, Ray incontrò suo cugino Hank, che lo spinse a divenire un eroe proprio come suo padre. Quando Ray rifiutò, "Happy" si mostrò più vivo che mai, nel suo vecchio costume di Raggio e mostrandosi più giovane di quanto non sembrasse, per incontrare suo figlio. Gli disse che Raymond fu cresciuto dallo zio, Thomas Terrill, e che avrebbe dovuto utilizzare i suoi poteri appena scoperti per salvare la Terra da una potente entità cosmica di luce. Ray, infine, decise di prendere il mantello di Raggio e sconfisse il malvagio Dottor Polaris, e riuscì nel dissuadere l'entità di luce dai suoi scopi distruttivi.

### Justice League
Le avventure di Ray continuarono, portandolo a battersi con avversari quali Brimstone, Neron, e Vandal Savage. Dopo la Morte di Superman, Ray fu reclutato nella Justice League of America per circa un anno di servizio. Durante questo tempo, Ray ebbe una breve relazione romantica con Black Canary. Successivamente fu chiesto a Ray di unirsi alla Justice League Task Force guidata da Martian Manhunter.

### Le serie individuali
Il fumetto mensile di Raggio, scritto da Christopher Priest e principalmente illustrato da Howard Porter, fu in corso per 28 numeri dal 1994 al 1996. In questa serie, Raggio si confrontò con parecchi supercriminali ed anti-eroi, incluso un bambino fuori controllo con i poteri simili ai suoi (che si scoprì essere il suo fratellastro Joshua), ed un videogioco per computer criminale che divenne, non si sa come, realtà. La sua relazione con suo padre il più delle volte fu tesa, da quando egli scoprì l'estesa manipolazione di "Happy", e gli inganni per buoni fini che continuavano nella sua famiglia. Dovette vedersela anche con uno scorcio di un non piacevole possibile futuro che avrebbe potuto avvertire la fine della serie.
Dopo il bando dalla Justice League Task Force, per farsi strada nella nuova riformata JLA, Raggio mantenne il ruolo di membro di riserva - ma fu visto raramente nei fumetti della DC per anni. Raggio si unì ad un altro team, i Forgotten Heroes, guidati da Resurrection Man. Messi insieme per sconfiggere Vandal Savage, il team infine si disgregò e forse Raggio continuò da solo la sua carriera di eroe.
Nell'incidente di Final Night, Raggio partecipò nella costruzione di un secondo sole al fine di ingannare il Divoratore di Soli. Protesse personalmente anche una piccola città messicana, utilizzando i suoi poteri per assicurarsi che fosse sufficientemente calda.
All'incirca in questo periodo fu avvicinato dal criminale Neron, che tentò di rubare la sua anima. Neron, nonostante fosse lontano dal concetto di genere, risorse fingendo di essere la criminale Circe dopo che parte del piano consoteva in un bacio e Raggio finì a credere di aver baciato un maschio. Alla fine, Raggio non portò a termine il suo ruolo e la sua anima non fu presa.
Più tardi, Raggio prese parte al salvataggio dell'universo contro un'antica arma ultra-potente di nome Mageddon. Dopo di ciò, Raggio comparve ad una festa di reclutamento alla Titan West a Los Angeles. Sebbene si unì alla Justice League d'Aria delle Lanterne Verdi durante la "crisi" della Justice League, presto tornò alle avventure individuali.
Nella lotta contro Imperiex durante il crossover della DC Our Worlds at War, Raggio fu chiamato come membro di riserva della Justice Society of America. Alla loro missione, Raggio, insieme ad altri odierni "Combattenti per la Libertà", combatté per liberare il popolo catturato di Daxamite dalla prigionia. Sebbene Raggio fu gravemente ferito durante la battaglia, la squadra riuscì nella missione eRaggio guarì in fretta.

### Young Justice
Raggio si unì alla Young Justice dopo aver salvato la vita di un ragazzo mentre la squadra guidava un tram per la F.D.R. Island. Dopo che il collega Secret fu depotenziato da Darkseid, Raggio lasciò il gruppo. Poco dopo, incontrò i Nowhere Men, le immaginarie figure di uno scrittore accidentalmente portate in vita. Con lo scopo di spazzare i Nowhere Man dalla vita, questi cominciarono ad attaccare i supereroi. Utilizzarono raggi che causavano una specie di "animazione sospesa". Raggio fu catturato in uno di questi raggi, insieme ad Elongated Man e il nuovo Maggiore Victory. Dopo una lunga battaglia con Superman, i Nowhere Man furono sconfitti e Raggio e tutti gli altri furono liberati.

### I Combattenti per la Libertà e Crisi infinita
Raggio si unì alle altre riserve della JSA per aiutare a contenere il danno causato dal malvagio trio di Mordru, Obsidian ed Eclipso. Più tardi si unì ad un nuovo gruppo sponsorizzato dal governo, i Combattenti per la Libertà. Tuttavia, i Combattenti per la Libertà furono presi e definitivamente assassinati come personaggi dei fumetti mai arrivati alla vera morte per mano della Società segreta dei supercriminali, in Crisi infinita n. 1. Dato che fu trascinato via dallo Psico Pirata, al quasi cosciente Terrill fu detto da Lex Luthor (Alexander Luthor di Terra-3) che gli serviva vivo. Raggio fu catturato per il piano di Lex, ma successivamente fuggì durante la battaglia.

### Un Anno Dopo
All'inizio dell'evento DC One Year Later, non si sapeva dove fosse Ray Terrill. Nella storia di Superman Up and Up Away, Raggio tentò di ripotenziare un Superman indebolito.
Raggio finalmente ritornò all'azione in Uncle Sam and the Freedom Fighters n. 7. Indossando un nuovo costume, incontrò e sconfisse sonoramente il traditore Stan Silver, che prese il nome di "Raggio" per sé. Successivamente Ray si unì ai nuovi Combattenti per la Libertà.

### Crisi Finale
Il Raggio divenne un'importante parte della resistenza contro Darkseid e i suoi Giustizieri. Agì come corriere grazie alla sua abilità di fuggire al potere dell'Equazione Anti-Vita. Più tardi riuscì a creare un massiccio emblema Metron intorno alla Terra, danneggiando seriamente la trasmissione dell'Anti-Vita e danneggiando le operazioni di Darkseid abbastanza da incrinarla.

## Poteri e abilità
- Assorbimento e immagazzinaggio dei processi di luce; Raggio utilizza l'energia per volare e creare distruttive esplosioni di radiazioni coerenti. La sua capacità energetica è virtualmente illimitata.
- Capacità di manipolazione della luce esterna per creare illusioni e addirittura costrutti di luce solida, così come la capacità di rendere sé stesso invisibile.
- Raggio è capace di convertire completamente il suo corpo in ogni lunghezza d'onda dello spettro della luce. Non lo si può ferire fisicamente quando si trova in questa forma. Questo processo può essere utilizzato anche per "resettare" i danni subiti che la sua forma fisica ha subito. Come pura energia, può viaggiare alla velocità della luce e attraversare lo spazio senza assistenza.
- In aggiunta ai suoi super poteri, Raggio è anche uno dei più abili programmatori di computer dell'Universo DC, e le storie ambientate nel futuro dell'Universo DC suggeriscono che possiede l'abilità di divenire un businessman di successo.

## Altre versioni
- Una futura versione di Raggio (conosciuto come Raggio Nero) comparve in Teen Titans n. 53, come membro dei Titans Tomorrow.
- Un Raggio più anziano comparve in Kingdom Come, ed è importante verso la cura del Kansas dalle radiazioni e delle malattie provocate da queste alla popolazione.

## Altri media
- Ray Terrill ebbe ruoli di sfondo in Justice League Unlimited, cominciando dall'episodio "Dark Heart". Più in particolare, Raggio venne mostrato nella battaglia contro gli Ultimen nell'episodio "Panico nei Cieli". Sebbene non venne mostrato, Raggio fu kenzionato nell'episodio "Patriot Act" come in missione nello spazio con Vixen. Raggio non ebbe mai una battuta.
- Ray Terril appare nel crossover "Crisi su Terra-X", che include l'ottavo episodio delle due serie The Flash e Legends of Tomorrow.